# Arbo Media
Die Arbo Media GmbH (Eigenschreibweise: ARBOmedia, ehemals ARBOmedia AG, im Prime Standard an der Frankfurter Börse notiert) war einer der größten Werbevermarkter in Europa. Ihr Kerngeschäft ist die Vermarktung elektronischer Medien. Das börsennotierte Unternehmen hat seinen Sitz zuletzt in München und wurde in die Schweiz nach Zürich verkauft.

## Geschichte
Das Unternehmen wurde 1987 von Georg Bogner und Harald Albrecht als Arbo Gesellschaft für Vermarktung u. Herstellung von Medienprodukten mbH gegründet. 1990 gründete das Unternehmen zusammen mit der IP S.A. (Havas Gruppe) die IP Arbo als Joint Venture. 1998 kam es zum Management-Buy-out durch die beiden Inhaber. Durch den Zukauf von AdMaster Network war Arbomedia auch im Onlinegeschäft aktiv geworden. Der Börsengang folgte im Jahr 2000. Im Jahr 2003 wurde Arbo Media am Prime Standard in Frankfurt am Main notiert.
Am 15. September 2008 wurde die Mehrheit der Gesellschaft an die Schweizer Goldbach Group verkauft, die vor allem an der Marktposition des Unternehmens in Osteuropa interessiert war. 2011 erfolgte ein Squeeze out, in dessen Folge der Börsenhandel mit Aktien von Arbo Media beendet wurde. Zudem wurden 2011 die aus der Arbo-Übernahme stammenden Geschäftszweige in die Marke Goldbach integriert, wodurch der Name Arbo aus dem operativen Geschäft verschwand.
Die Unternehmensgesellschaft wurde daraufhin am 1. Dezember 2011 in die ARBOmedia GmbH umgewandelt. Diese besteht weiterhin. Heutige Gesellschafter der ARBOmedia GmbH sind Mitglieder der Familie Albrecht.

## Tätigkeit
Die Gesellschaft betreute für ihre Mandanten die Vermarktung von Werbeplätzen aller Mediengattungen. Das Unternehmen bot zudem Dienstleistungen wie Marktforschung, Medien-Management-Systeme, Cross- und Direkt-Marketing sowie Produktentwicklung an.

## Struktur
Arbo Media war in neun Ländern rund 34 Tochtergesellschaften vertreten. Der Hauptsitz befand sich in München, weitere Unternehmenssitze in Prag, Warschau, Moskau, Istanbul, Bukarest, Spanien und Bratislava. Nach einer Umstrukturierung im März 2008 wurde das Kerngeschäft in die Divisionen TV, Print und Online gegliedert.
Die Onlineaktivitäten wurden unter der Division Arbo Interactive gebündelt. Die zweite Division umfasste das Printgeschäft, das sich unter Arbo Rumänien auf die Vermarktung konzentrierte. Mit der European Media Investment AG begab sich der Konzern erstmals in die Rolle des Betreibers, indem er Anteile an acht rumänischen Verlagshäusern und Druckereien mit rund 400 Mitarbeiter erwarb. Die dritte Division konzentriert sich auf das Fernseh-Geschäft. Hier spielte Tschechien die tragende Rolle, da seit 1991 die Vermarktung des Staatsfernsehens mit den vier Sendern CT1, CT2, CT24 (News) und CT4 (Sport) in den Händen von Arbo Media lag.